# Air Dingin Baru
Air Dingin Baru is een bestuurslaag in het regentschap Lahat van de provincie Zuid-Sumatra, Indonesië. Air Dingin Baru telt 347 inwoners (volkstelling 2010).